# George Yonashiro
George Yonashiro  (与那城 ジョージ?, Yonashiro Jōji), talvolta indicato con il nome di Jorge Yonashiro, (San Paolo, 28 novembre 1950) è un allenatore di calcio ed ex calciatore brasiliano naturalizzato giapponese, di ruolo centrocampista.

## Caratteristiche tecniche
Centrocampista offensivo, si distinse per le proprie abilità nel possesso palla e nel dribbling.

## Carriera

### Club
Figlio di giapponesi emigrati dalla prefettura di Okinawa, iniziò la propria carriera calcistica in alcuni club dilettantistici riservati alla comunità nipponica di San Paolo. Nel 1972 fu messo sotto contratto dallo Yomiuri di cui divenne uno dei maggiori artefici della crescita del club sia a livello tecnico, sia a livello societario: parallelamente all'attività di calciatore (che gli valse un titolo di capocannoniere della Japan Soccer League Division 2 nel 1974, cinque inclusioni nel miglior undici del campionato e due titoli nazionali nel 1983 e nel 1984) svolse la mansione di osservatore in Brasile portando in squadra alcuni giocatori rivelatisi fondamentali per la costruzione del gioco, tra cui Ruy Ramos.

### Nazionale
Ottenne la naturalizzazione giapponese nel gennaio del 1985: benché ormai prossimo al ritiro dal calcio giocato, fu convocato in nazionale giapponese in occasione di un incontro con la Corea del Sud, valido per le qualificazioni al campionato mondiale di calcio 1986.

### Allenatore
Subito dopo il ritiro, fu assunto come allenatore dello Yomiuri in sostituzione di Rudi Gutendorf: avvalendosi della collaborazione di Dino Sani e sfruttando le novità regolamentari che permettevano il tesseramento di calciatori professionisti, Yonashiro ricostruì la squadra dando vita ad un nuovo ciclo vincente che toccò il suo punto più alto con la vittoria del Campionato d'Asia per club 1987-1988. Concluso il proprio incarico allo Yomiuri nel 1990, negli anni novanta ottenne ruoli di primo piano nello staff tecnico del Nagoya Grampus e del Kyoto Sanga (di cui divenne allenatore nel 1994 e nel 1996) mentre, a partire dal 2004, riprese la carriera di allenatore guidando il neocostituito Ryūkyū verso la scalata delle leghe prefetturali. I risultati ottenuti con il Ryūkyū spinsero il Giravanz Kitakyushu ad ingaggiare Yonashiro come tecnico: dopo aver portato la squadra sino alla J. League Division 2 partendo dalle leghe prefetturali, Yonashiro abbandonò la guida del team nel 2010, in concomitanza con la scadenza del suo contratto. Nelle stagioni 2013 e 2014 allenò il Blaublitz Akita, raggiungendo in entrambe le occasioni l'ottavo posto in terza divisione.

## Statistiche

### Presenze e reti nei club
| Stagione | Squadra        | Campionato | Campionato | Campionato | Coppe nazionali | Coppe nazionali | Coppe nazionali | Totale | Totale |
| Stagione | Squadra        | Comp       | Pres       | Reti       | Comp            | Pres            | Reti            | Pres   | Reti   |
| -------- | -------------- | ---------- | ---------- | ---------- | --------------- | --------------- | --------------- | ------ | ------ |
| 1972     | Yomiuri        | JSL2       | 9          | 5          | -               | -               | -               | 9      | 5      |
| 1973     | Yomiuri        | JSL2       | 18         | 15         | CImp            | 0               | 0               | 18     | 15     |
| 1974     | Yomiuri        | JSL2       | 18         | 13         | -               | -               | -               | 18     | 13     |
| 1975     | Yomiuri        | JSL2       | 18         | 6          | -               | -               | -               | 18     | 6      |
| 1976     | Yomiuri        | JSL2       | 16         | 7          | CdL+CImp        | 4+2             | 0+1             | 22     | 8      |
| 1977     | Yomiuri        | JSL2       | 17         | 7          | CdL+CImp        | 2+3             | 1+1             | 22     | 9      |
| 1978     | Yomiuri        | JSL1       | 18         | 5          | CdL+CImp        | 6+2             | 2+1             | 26     | 8      |
| 1979     | Yomiuri        | JSL1       | 18         | 7          | CdL+CImp        | 4+2             | 0+2             | 24     | 9      |
| 1980     | Yomiuri        | JSL1       | 18         | 4          | CdL+CImp        | 2+3             | 0+0             | 23     | 4      |
| 1981     | Yomiuri        | JSL1       | 15         | 10         | CdL+CImp        | 1+5             | 0+2             | 21     | 12     |
| 1982     | Yomiuri        | JSL1       | 18         | 5          | CdL+CImp        | 1+3             | 0+0             | 22     | 5      |
| 1983     | Yomiuri        | JSL1       | 18         | 2          | CdL+CImp        | 3+3             | 1+1             | 24     | 4      |
| 1984     | Yomiuri        | JSL1       | 17         | 5          | CdL+CImp        | 2+4             | 1+2             | 23     | 8      |
| 1985-86  | Yomiuri        | JSL1       | 21         | 1          | CdL+CImp        | 4+2             | 2+1             | 27     | 3      |
|          | Totale Yomiuri |            | 239        | 92         |                 | 53              | 15              | 292    | 107    |

### Cronologia presenze e reti in Nazionale
| Cronologia completa delle presenze e delle reti in nazionale ― Giappone | Cronologia completa delle presenze e delle reti in nazionale ― Giappone | Cronologia completa delle presenze e delle reti in nazionale ― Giappone | Cronologia completa delle presenze e delle reti in nazionale ― Giappone | Cronologia completa delle presenze e delle reti in nazionale ― Giappone | Cronologia completa delle presenze e delle reti in nazionale ― Giappone | Cronologia completa delle presenze e delle reti in nazionale ― Giappone | Cronologia completa delle presenze e delle reti in nazionale ― Giappone |
| Data                                                                    | Città                                                                   | In casa                                                                 | Risultato                                                               | Ospiti                                                                  | Competizione                                                            | Reti                                                                    | Note                                                                    |
| ----------------------------------------------------------------------- | ----------------------------------------------------------------------- | ----------------------------------------------------------------------- | ----------------------------------------------------------------------- | ----------------------------------------------------------------------- | ----------------------------------------------------------------------- | ----------------------------------------------------------------------- | ----------------------------------------------------------------------- |
| 03-11-1985                                                              | Seul                                                                    | Corea del Sud                                                           | 1 – 0                                                                   | Giappone                                                                | Qual. Mondiali 1986                                                     | -                                                                       |                                                                         |
| Totale                                                                  |                                                                         | Presenze                                                                | 1                                                                       |                                                                         | Reti                                                                    | 0                                                                       |                                                                         |

## Palmarès

### Calciatore

#### Club
- Japan Soccer League: 2

1983, 1984
- Coppa dell'Imperatore: 3

1984
- Japan Soccer League Cup: 3

1979, 1985

#### Individuale
- Capocannoniere della Japan Soccer League Division 2: 1 volta[4]
- Incluso nella Best Eleven della Japan Soccer League: 5 volte[5][6][7][8][9]

#### Allenatore
- Japan Soccer League: 1

1986-1987
- Coppa dell'Imperatore: 2

1986, 1987
- Campionato d'Asia per club: 1

1987
- Kanagawa Prefectural League: 1

Ryūkyū: 2004
Giravanz Kitakyushu: 2007